# Brvine
Brvine (izvirno srbsko Брвине) je naselje v Srbiji, ki upravno spada pod Občino Prijepolje; slednja pa je del Zlatiborskega upravnega okraja.

## Demografija
V naselju, katerega izvirno (srbsko-cirilično) ime je Брвине, živi 139 polnoletnih prebivalcev, pri čemer je njihova povprečna starost 35,3 let (34,6 pri moških in 36,1 pri ženskah). Naselje ima 42 gospodinjstev, pri čemer je povprečno število članov na gospodinjstvo 4,17.
Prebivalstvo je večinoma nehomogeno, a v času zadnjih treh popisov je opazno zmanjšanje števila prebivalcev.
|  |

| Demografija | Demografija     | Demografija     |
| Leto        | Št. prebivalcev | Št. prebivalcev |
| ----------- | --------------- | --------------- |
|             |                 |                 |
|             |                 |                 |
|             |                 |                 |
|             |                 |                 |
| 1948        | 318             |                 |
| 1953        | 370             |                 |
| 1961        | 415             |                 |
| 1971        | 550             |                 |
| 1981        | 542             |                 |
| 1991        | 210             | 209             |
| 2002        | 192             | 175             |
|             |                 |                 |

| Etnična sestava po popisu iz leta 2002 | Etnična sestava po popisu iz leta 2002 | Etnična sestava po popisu iz leta 2002 | Etnična sestava po popisu iz leta 2002 | Etnična sestava po popisu iz leta 2002 |
| -------------------------------------- | -------------------------------------- | -------------------------------------- | -------------------------------------- | -------------------------------------- |
| Muslimani                              | Muslimani                              |                                        | 91                                     | 52,0%                                  |
| Bošnjaki                               | Bošnjaki                               |                                        | 66                                     | 37,71%                                 |
| Srbi                                   | Srbi                                   |                                        | 18                                     | 10,28%                                 |
| Neznano                                | Neznano                                |                                        | 0                                      | 0,0%                                   |